# Al·lel
Un al·lel (del grec. allḗlōn 'recíproc') és cadascuna de les formes alternatives que pot presentar un gen que ocupa el mateix lloc en un cromosoma determinat o en dos cromosomes homòlegs, i que expressa diferentment un mateix caràcter.
Els al·lels més simples són polimorfismes d'un sol nucleòtid (SNP), però també poden ser insercions i supressions de fins a milers de parells de bases.
Les definicions populars d'"al·lel" normalment es refereixen només a diferents al·lels dins dels gens. Per exemple, el grup sanguini ABO està controlat pel gen ABO, que té sis al·lels comuns (variants). A genètica de poblacions, gairebé tots els fenotips humans vius per al gen ABO són una combinació d'aquests sis al·lels.
La majoria dels al·lels observats produeixen poc o cap canvi en la funció del producte genètic que codifica. Tanmateix, de vegades, diferents al·lels poden donar lloc a diferents trets fenotípics observables, com ara una pigmentació diferent. Un exemple notable d'això és el descobriment de Gregor Mendel que els colors de les flors blanques i morades de les plantes de pèsols eren el resultat d'un sol gen amb dos al·lels.
Gairebé tots els organismes pluricel·lulars tenen dos conjunts de cromosomes en algun moment del seu cicle de vida biològic; és a dir, són diploides. En aquest cas, els cromosomes es poden aparellar. Cada cromosoma de la parella conté els mateixos gens en el mateix ordre i lloc, al llarg de la longitud del cromosoma. Per a un gen determinat, si els dos cromosomes contenen el mateix al·lel, ells i l'organisme són homozigots respecte a aquest gen. Si els al·lels són diferents, ells i l'organisme són heterozigots respecte a aquest gen.